# Scorodocarpus
Scorodocarpus é um género botânico pertencente à família Olacaceae.